# Das Fräulein stand am Meere
Das Fräulein stand am Meere ist ein Gedicht von Heinrich Heine. Das im August 1832 entstandene Gedicht wurde zuerst in der Zeitschrift Der Freimüthige veröffentlicht. Ursprünglich aus dem Zyklus Hortense, erschien es 1844 im Lyrikband Neue Gedichte und gehört als das zehnte von 15 Gedichten zu dem „Liederkranz“ Seraphine.
Darin wird die sentimentale Bewunderung für ein vorhersehbares Naturereignis ironisiert. Das Gedicht gilt als beispielhaft für die Destruktion romantischer Poesie durch den Zusammenprall von Ideal und Realität. In seiner Anwendung der Ironie gehört das Gedicht zum frühen und mittleren Werk Heines.

## Text
Das Fräulein stand am Meere

Das Fräulein stand am Meere

Und seufzte lang und bang,

Es rührte sie so sehre

Der Sonnenuntergang.

Mein Fräulein! sein Sie munter,

Das ist ein altes Stück;

Hier vorne geht sie unter

Und kehrt von hinten zurück.

## Form
| Vers                                  | Versmaß       | Reim |
| ------------------------------------- | ------------- | ---- |
|                                       |               |      |
| 1                                     | υ – υ – υ – υ | a    |
| 2                                     | υ – υ – υ –   | b    |
| 3                                     | υ – υ – υ – υ | a    |
| 4                                     | υ – υ – υ –   | b    |
|                                       |               |      |
| 5                                     | υ – υ – υ – υ | c    |
| 6                                     | υ – υ – υ –   | d    |
| 7                                     | υ – υ – υ – υ | c    |
| 8                                     | υ – υ – u –   | d    |
| – : betonte Silbe υ : unbetonte Silbe |               |      |

Das Gedicht besteht aus zwei vierzeiligen Strophen mit jambischen Dreihebern und im letzten Vers zudem aus einem abschließenden Anapäst. Die Abfolge zweier unbetonter Silben auf eine betonte Silbe im letzten Vers lässt einen beschwingenden Ton entstehen, der sich unerwartet in einer Hebung entlädt: „Und kehrt von hinten zurück“, wodurch die im Gedicht enthaltene Pointe verstärkt wird. Gleichzeitig stört die zusätzliche Senkung die metrische Gestaltung der Volksliedstrophe. Die Kadenz ist abwechselnd weiblich und männlich. Der Kreuzreim ist in beiden Strophen aufzufinden. Aus der Illusion in der ersten und die Desillusionierung in der zweiten Strophe ergibt sich der dialektische Aufbau des Gedichtes.

## Interpretation
Das kurze Gedicht beginnt mit der sentimentalen Naturbetrachtung einer unverheirateten Frau. Lyrische Ausdrücke wie Meere und sehre verstärken das naive Bild. Die Alliteration sie so sehre wie auch der Reim des Binnenreims lang und bang auf das mit männlicher Kadenz endende Sonnenuntergang erinnern an einen Stabreim. Heine karikiert dadurch bereits sprachlich die romantisierende Betrachtung eines allbekannten Naturgeschehens. Auch die übertriebenen Reaktionen des Fräuleins, ihr Seufzen und Gerührtsein ironisieren jenes grenzenlose Empfinden. „Wie in einem kitschigen Werbefilm ist hier alles Staffage: das Meer, der Sonnenuntergang, das Seufzen und die Rührung; ja selbst das Fräulein scheint nicht aus der Wirklichkeit, sondern aus dem Klischeearsenal des Guckkastens zu stammen“, urteilt der Germanist Walter Hinderer. Tatsächlich werden zahlreiche Motive, die in der Romantik von zentraler Bedeutung waren, wie der Sonnenuntergang als Übergang vom Endlichen in das Unendliche, die Einsamkeit in Gestalt des Meeres und das Sehnsuchtsmotiv parodiert.
Nachdem der Sprecher das Fräulein auffordert, munter zu sein, erklärt er in knappen Sätzen den Anlass der langandauernden Schwärmerei: eine banale Konstellation. Die Komik ist bereits in der unbekümmerten Anrede Mein Fräulein enthalten. Dagegen ist die Bezeichnung altes Stück, eine gebräuchliche Floskel für antiquierte Bühnenwerke, nicht nur Spott, sondern verweist auf die Illusion des Sonnenuntergangs, folglich der Romantik selbst, die sich als Weltzugang wie poetisches Konzept überlebt hat. Im Gestus des Zeigens; die Bewegung des Gestirns wird anhand der lokalen Präposition Hier im siebten Vers und dem Adverb von hinten im letzten Vers verortet, wird die Dekonstruktion der vorherigen Wahrnehmung eingeleitet. Die direkte Rede verstärkt zudem wegen ihrer Unmittelbarkeit die Botschaft des Sprechers. In der Pointe, dass auf dem Sonnenuntergang stets der Sonnenaufgang folgt, wird das romantische Bild zerstört. Durch das Bathos, die Erhabenheit des Sonnenuntergangs wird hier mit der allgemeinen Erfahrung des Sonnenlaufs konfrontiert, erfährt das Komische eine weitere Steigerung. Ungleich der Artistik ruft der plötzliche Umschlag in der zweiten Strophe gemeinsam mit dem Erkenntnisgewinn eine starke humoristische Wirkung hervor, die bisweilen als Zynismus verstanden werden kann.

### Antiromantisches Gedicht
Der Germanist Walter Hinderer meint, dass der Dichter „eindeutig die falschen Töne und Gefühlslagen der epigonalen Naturlyrik der Zeit aufs Korn“ nimmt und somit sich „kritisch mit einer poetischen Schreibweise (auch der eigenen)“ auseinandersetzt. Der Literaturkritiker Ulrich Greiner sieht darin eine Abrechnung mit der „naiven oder sich naiv gebenden Gefühlslyrik“.
Heine setzte in seinem 1833–1836 entstandenem Essay Die romantische Schule das Bild vom Sonnenuntergang in Bezug zu einem der wichtigsten Denker der Romantik: „Fr. Schlegel war ein tiefsinniger Mann. Er erkannte alle Herrlichkeiten der Vergangenheit, und er fühlte alle Schmerzen der Gegenwart. Aber er begriff nicht die Heiligkeit dieser Schmerzen und ihre Notwendigkeit für das künftige Heil der Welt. Er sah die Sonne untergehn und blickte wehmütig nach der Stelle dieses Untergangs und klagte über das nächtliche Dunkel, das er heranziehen sah; und er merkte nicht, daß schon ein neues Morgenrot an der entgegengesetzten Seite leuchtete.“
Anders als in der romantischen Gegensatzlehre, wonach zwei widersprüchliche Aussagen durch das Hinzufügen des Dritten versöhnt werden, ist hier eine dialektische Widerlegung der ersten Aussage durch die zweite gegeben. Die im Gedicht transportierte Botschaft lässt sich als Abwendung von der Transzendenz zusammenfassen. Das Subjekt, hier vertreten durch das Fräulein, wird nunmehr auf sich selbst geworfen, womit der Fokus auf das Diesseits gerichtet ist. Manfred Frank verwirft eine Gleichsetzung von Heines Ironie, „wo die in ein Gedicht investierte Sentimentalität im Gedicht selbst verlacht wird“, mit der romantischen Ironie, welche zwei konträre Positionen durch ihre Relativierung versöhnt. Paul Peters sieht im Gedicht die „Sensation eines absolut Kontemporären und Gegenwärtigen“, welche durch die Herabsetzung des zentralen Himmelskörpers geleistet wird. Die Entgegensetzung von sentimentaler Naturbetrachtung und „Prosaischter bürgerliche Gegenwart“ verneine jeden Eskapismus in die harmonische Natur.
Von Hellmuth Karasek und Iris Radisch wurde darauf hingewiesen, dass das Gedicht Ein Jüngling liebt ein Mädchen genau gegenteilig verfahre: Dort stehe am Anfang die ironisch-sachliche Entromantisierung des Altbekannten – „die Sonne geht auf und unter, die Liebe kommt und geht“ –, die am Ende der Romantik des persönlichen Erlebens weiche.

### Ironie
Die im Gedicht vorkommende Ironie wurde sehr unterschiedlich wahrgenommen. Das Mittel der Ironie wird durch die Bedeutungsumwandlung zwar angewendet, doch handelt es sich aufgrund der Destruktion des Gegenstandes um Sarkasmus. Laut Louis Kugelmanns Tochter Franziska soll der Philosoph Karl Marx das Gedicht rezitiert haben, um das Aufkommen von Sentimentalität zu unterbinden. Kurt Rothmann befand: „Seine Verse sind für Leser bestimmt, die das Schweben zwischen Ernst und Spott und das gleitende oder überraschende Umschlagen in den Witz gern mitvollziehen“. Der katholische Geistliche Peter Norrenberg griff 1884 in seiner Allgemeine Geschichte der Literatur Gedicht und Dichter an: „Mit solchen polnischen Judenwitzen amüsierte er sein blasiertes Publikum königlich“. Der antisemitische Literaturhistoriker Adolf Bartels räumte jedoch in seinem Pamphlet Heinrich Heine. Auch ein Denkmal ein, dass das „Sottißengedicht Das Fräulein stand am Meere immerhin als berechtigte Satire anzusprechen ist“. Im Hinblick auf dieses Gedicht unterstellte Karl Kraus in seiner Invektive Heinrich Heine und die Folgen dem Dichter einen Zynismus, der nicht über die Sentimentalität des Fräuleins hinauskommen würde. Der Philosoph Elmar Treptow sah darin eine „ironische Herabsetzung der Natur“, mit der es Heine wenigstens gelungen sei, Schüler für Gedichte zu interessieren.

## Entstehung
Die Entstehung des Gedichtes wird auf das Jahr 1832 datiert. Nach der ersten Veröffentlichung in der Zeitschrift Freimüthigen nahm Heine es 1834 im ersten Band des Salon auf. Zehn Jahre später folgte die Aufnahme in den Band Neue Gedichte.

## Rezeption
Der isländische Dichter Jónas Hallgrímsson übersetzte 1845 das Gedicht in seine Muttersprache (Hispursmey stóð við ströndu). Robert Gernhardt spielt in den Erinnerungen an eine Begegnung in Duderstadt auf Heines Gedicht an. 1905 vertonte der Schweizer Komponist Othmar Schoeck das Gedicht. Es trägt im Werkverzeichnis die Nummer o. Op. Nr. 16.

### Textausgaben
- Heinrich Heine: Neue Gedichte. Hoffmann und Campe, Hamburg 1844, S. 71.
- Heinrich Heine: Neue Gedichte. Hoffmann und Campe, Hamburg 1983, S. 35–36.

### Sekundärliteratur
- Ernst Feise: Heine’s Poem “Ein Fräulein stand am Meere”. In: Modern Language Notes Bd. 70, 1955, S. 350–351.
- Manfred Frank: Einführung in die frühromantische Ästhetik: Vorlesungen. Suhrkamp, Frankfurt am Main 1989, ISBN 3-518-11563-4.
- Gerolf Fritsch: Das deutsche Naturgedicht – Realität und Utopie. Der fiktionale Text als Kommunikationsmodell. Metzler, Stuttgart 1978, S. 88–91.
- Walter Hinderer: Das Fräulein stand am Meere. In: Marcel Reich-Ranicki (Hrsg.): Frankfurter Anthologie. Bd. 15, Insel, Frankfurt am Main 1992, ISBN 3-458-16327-1, S. 87–90.
- Ursula Jaspersen: Das Fräulein stand am Meere. In: Benno von Wiese (Hrsg.): Die deutsche Lyrik. Form und Geschichte. Interpretationen von der Spätromantik bis zur Gegenwart. Bagel, Düsseldorf 1964, ISBN 3-590-07011-0, S. 144–149.
- Sandra Kerschbaumer: Heines moderne Romantik. Ferdinand Schöningh, Paderborn 2000, ISBN 3-506-74438-0, S. 226.
- Bodo Morawe: Heines Weltlauf. Der Lazarus-Prolog und das Recht zu leben. In: Internationales Jahrbuch der Bettina-von-Arnim-Gesellschaft. Bd. 13/14. Saint Albin Verlag, Berlin 2001, ISBN 3-930293-13-7, S. 141–192.